# El Porvenir
El Porvenir: periódico de intereses morales y materiales, de noticias y de literatura era un diari que va sortir a Reus de l'1 de juliol fins al 31 d'agost de 1860.

## Història
Portava sota el títol aquesta llegenda: «Se publica bajo los auspicios de la Sociedad Centro de Lectura». Aquesta entitat tenia una revista, l'Eco del Centro de Lectura, que per dificultats econòmiques va desaparèixer el 24 de juny de 1860, tot anunciant que reapareixerà l'1 de juliol de forma diària amb els mateixos ideals i els mateixos redactors amb el nom de El Porvenir.
El periodista i historiador Francesc Gras i Elies diu: «Este periódico […] vió la luz pública en 1 de julio de 1860. Era su propietario y director el atildado escritor D. José Güell y Mercader, y editor responsable D. Juan Muñoa, que era al mismo tiempo el impresor, ambos hijos de esta ciudad»
L'escrivia pràcticament en la seva totalitat Josep Güell i Mercader, tot i que l'equip de redacció de l'Eco del Centro de Lectura havia passat a treballar en aquesta publicació. Joaquim Santasusagna diu que El Porvenir, més que una publicació del Centre de Lectura, era una de les moltes iniciatives que Güell i Mercader va tenir a nivell local.

## Contingut i aspectes tècnics
Sortia cada dia excepte els dimecres. Tenia format foli, i quatre pàgines a tres columnes, el dirigia Josep Güell i Mercader i l'imprimia Joan Muñoa. De les quatre pàgines de què constava el diari, només s'imprimien a Reus la primera i la quarta, ja que les dues centrals es confeccionaven a Madrid i contenien informació d'Espanya i de l'estranger. Les pàgines 1 i 4 van dedicades a comentaris de petits esdeveniments i neguits locals. Malgrat el subtítol, fa molt poca referència al Centre de Lectura, tot i que, per exemple, els dies 20 i 24 de juliol publica el relat d'una excursió a la Mola de Colldejou per a observar un eclipsi solar, una de les primeres mostres d'excursionisme científic a Catalunya.
Les dificultats econòmiques van fer que dos mesos després d'iniciar-se la publicació s'acomiadessin dels seus lectors i encomanessin al Diario de Reus la defensa dels interessos de la ciutat.

## Localització
- Una col·lecció a la Biblioteca Central Xavier Amorós de Reus[6]
- Una col·lecció a la Biblioteca del Centre de Lectura de Reus[7]